# Couloumé-Mondebat
Pour les articles homonymes, voir Mondebat (homonymie).
Couloumé-Mondebat (Colomer e Mont Devath en gascon) est une commune française située dans l'ouest du département du Gers, en région Occitanie. Sur le plan historique et culturel, la commune est dans le pays de Rivière-Basse, un territoire qui s’allonge dans la moyenne vallée de l’Adour, à l’endroit où le fleuve marque un coude entre Bigorre et Gers.
Exposée à un climat océanique altéré, elle est drainée par la Midouze, le Petit Midour, le ruisseau du Miradoux et par divers autres petits cours d'eau.
Couloumé-Mondebat est une commune rurale qui compte 203 habitants en 2022, après avoir connu un pic de population de 940 habitants en 1831. .

## Géographie

### Localisation
La commune est située à l'est de Plaisance.

### Communes limitrophes
Les communes limitrophes sont  Aignan, Beaumarchés, Castelnavet, Lasserrade, Louslitges, Loussous-Débat, Peyrusse-Vieille et Saint-Pierre-d'Aubézies.
| Loussous-Débat | Aignan            | Castelnavet             |
| Lasserrade     | Couloumé-Mondebat | Saint-Pierre-d'Aubézies |
| Beaumarchés    | Louslitges        | Peyrusse-Vieille        |

### Géologie et relief
Couloumé-Mondebat se situe en zone de sismicité 2 (sismicité faible).

### Hameaux et accès
Couloumé, au nord de la commune, est accessible par la route départementale RD131, qui relie Lasserade au hameau de Bières à l'est.
Mondebat, plus au sud, est accessible par la route départementale RD37, entre Plaisance, à l'ouest, et Bières à l'est.

### Hydrographie

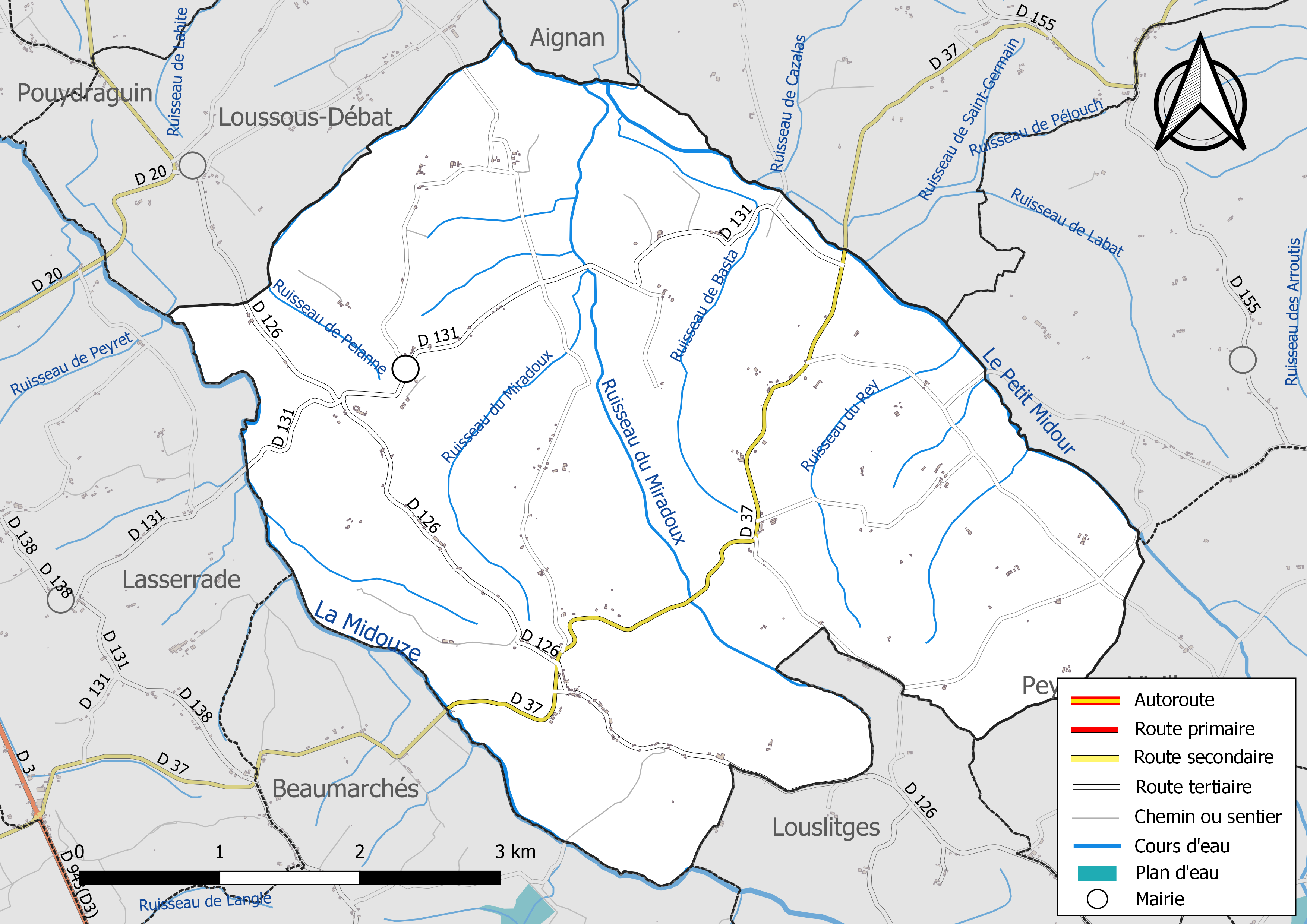
Réseaux hydrographique et routier de Couloumé-Mondebat.

La commune est dans le bassin de l'Adour, au sein du bassin hydrographique Adour-Garonne. Elle est drainée par la Midouze, le Petit Midour, le ruisseau du Miradoux, le ruisseau de Basta, le ruisseau de Cazalas, le ruisseau de Labadie, le ruisseau de Labat, le ruisseau de Labousquère, le ruisseau de Pelanne, le ruisseau du Miradoux, le ruisseau du Rey et par divers petits cours d'eau, qui constituent un réseau hydrographique de 33 km de longueur totale,.
La Midouze, d'une longueur totale de 151,5 km, prend sa source dans la commune d'Armous-et-Cau et s'écoule du sud-est vers le nord-ouest puis vers l'ouest. Elle traverse la commune et se jette dans l'Adour à Vicq-d'Auribat, après avoir traversé 46 communes.
Le Petit Midour, d'une longueur totale de 24,1 km, prend sa source dans la commune de Gazax-et-Baccarisse et s'écoule du sud-est vers le nord-ouest. Il traverse la commune et se jette dans la Midouze à Bétous, après avoir traversé 12 communes.

### Climat
Pour des articles plus généraux, voir Climat de l'Occitanie et Climat du Gers.
En 2010, le climat de la commune est de type climat océanique altéré, selon une étude s'appuyant sur une série de données couvrant la période 1971-2000. En 2020, Météo-France publie une typologie des climats de la France métropolitaine dans laquelle la commune est toujours exposée à un climat océanique altéré et est dans la région climatique Aquitaine, Gascogne, caractérisée par une pluviométrie abondante au printemps, modérée en automne, un faible ensoleillement au printemps, un été chaud (19,5 °C), des vents faibles, des brouillards fréquents en automne et en hiver et des orages fréquents en été (15 à 20 jours).
Pour la période 1971-2000, la température annuelle moyenne est de 13,1 °C, avec une amplitude thermique annuelle de 14,8 °C. Le cumul annuel moyen de précipitations est de 889 mm, avec 10,9 jours de précipitations en janvier et 6,7 jours en juillet. Pour la période 1991-2020, la température moyenne annuelle observée sur la station météorologique la plus proche, située sur la commune de Lupiac à 8 km à vol d'oiseau, est de 13,8 °C et le cumul annuel moyen de précipitations est de 879,7 mm,. Pour l'avenir, les paramètres climatiques de la commune estimés pour 2050 selon différents scénarios d'émission de gaz à effet de serre sont consultables sur un site dédié publié par Météo-France en novembre 2022.

### Milieux naturels et biodiversité
Aucun espace naturel présentant un intérêt patrimonial n'est recensé sur la commune dans l'inventaire national du patrimoine naturel,,.

## Urbanisme

### Typologie
Au 1er janvier 2024, Couloumé-Mondebat est catégorisée commune rurale à habitat très dispersé, selon la nouvelle grille communale de densité à sept niveaux définie par l'Insee en 2022.
Elle est située hors unité urbaine et hors attraction des villes,.

### Occupation des sols
L'occupation des sols de la commune, telle qu'elle ressort de la base de données européenne d’occupation biophysique des sols Corine Land Cover (CLC), est marquée par l'importance des territoires agricoles (92,5 % en 2018), en diminution par rapport à 1990 (93,6 %). La répartition détaillée en 2018 est la suivante : 
terres arables (48,6 %), prairies (28,2 %), zones agricoles hétérogènes (15,7 %), forêts (7,5 %). L'évolution de l’occupation des sols de la commune et de ses infrastructures peut être observée sur les différentes représentations cartographiques du territoire : la carte de Cassini (XVIIIe siècle), la carte d'état-major (1820-1866) et les cartes ou photos aériennes de l'IGN pour la période actuelle (1950 à aujourd'hui).

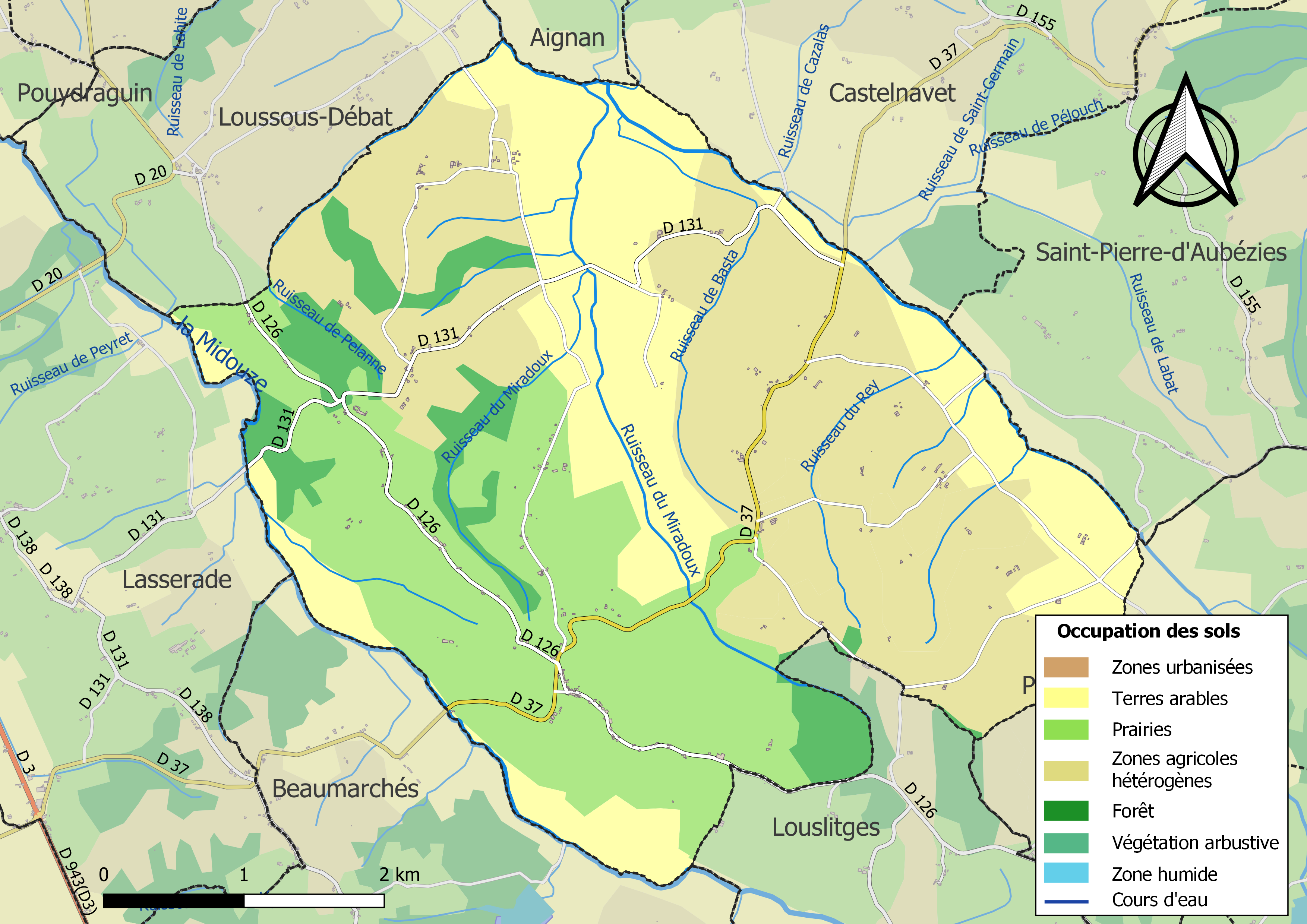
Carte des infrastructures et de l'occupation des sols de la commune en 2018 (CLC).

### Risques majeurs
Le territoire de la commune de Couloumé-Mondebat est vulnérable à différents aléas naturels : météorologiques (tempête, orage, neige, grand froid, canicule ou sécheresse) et séisme (sismicité faible). Un site publié par le BRGM permet d'évaluer simplement et rapidement les risques d'un bien localisé soit par son adresse soit par le numéro de sa parcelle.

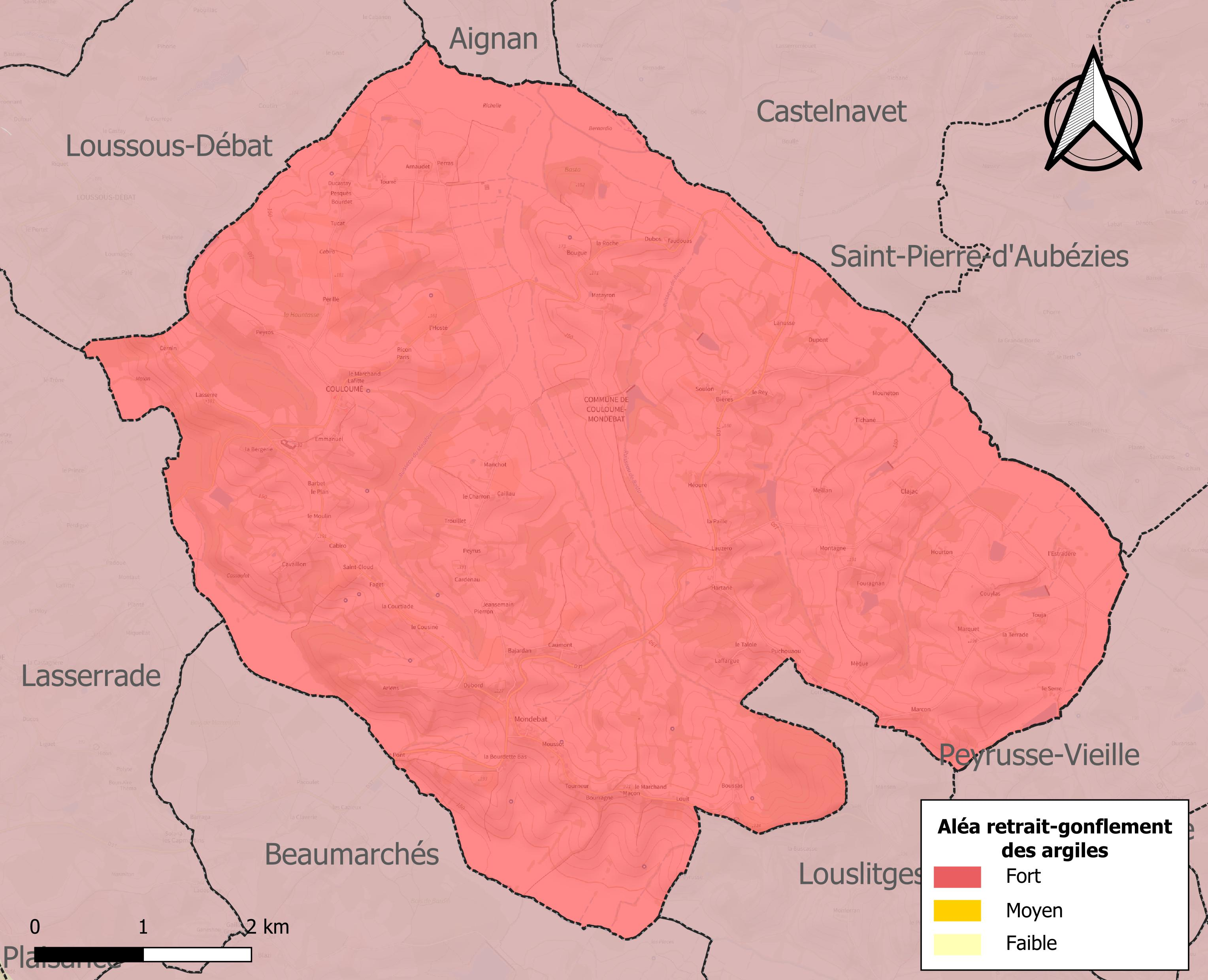
Carte des zones d'aléa retrait-gonflement des sols argileux de Couloumé-Mondebat.

Le retrait-gonflement des sols argileux est susceptible d'engendrer des dommages importants aux bâtiments en cas d’alternance de périodes de sécheresse et de pluie. La totalité de la commune est en aléa moyen ou fort (94,5 % au niveau départemental et 48,5 % au niveau national). Sur les 134 bâtiments dénombrés sur la commune en 2019, 134 sont en aléa moyen ou fort, soit 100 %, à comparer aux 93 % au niveau départemental et 54 % au niveau national. Une cartographie de l'exposition du territoire national au retrait gonflement des sols argileux est disponible sur le site du BRGM,.
Par ailleurs, afin de mieux appréhender le risque d’affaissement de terrain, l'inventaire national des cavités souterraines permet de localiser celles situées sur la commune.
La commune a été reconnue en état de catastrophe naturelle au titre des dommages causés par les inondations et coulées de boue survenues en 1983, 1999 et 2009. Concernant les mouvements de terrains, la commune a été reconnue en état de catastrophe naturelle au titre des dommages causés par la sécheresse en 1989, 1991 et 2012 et par des mouvements de terrain en 1999.

## Politique et administration

### Liste des maires

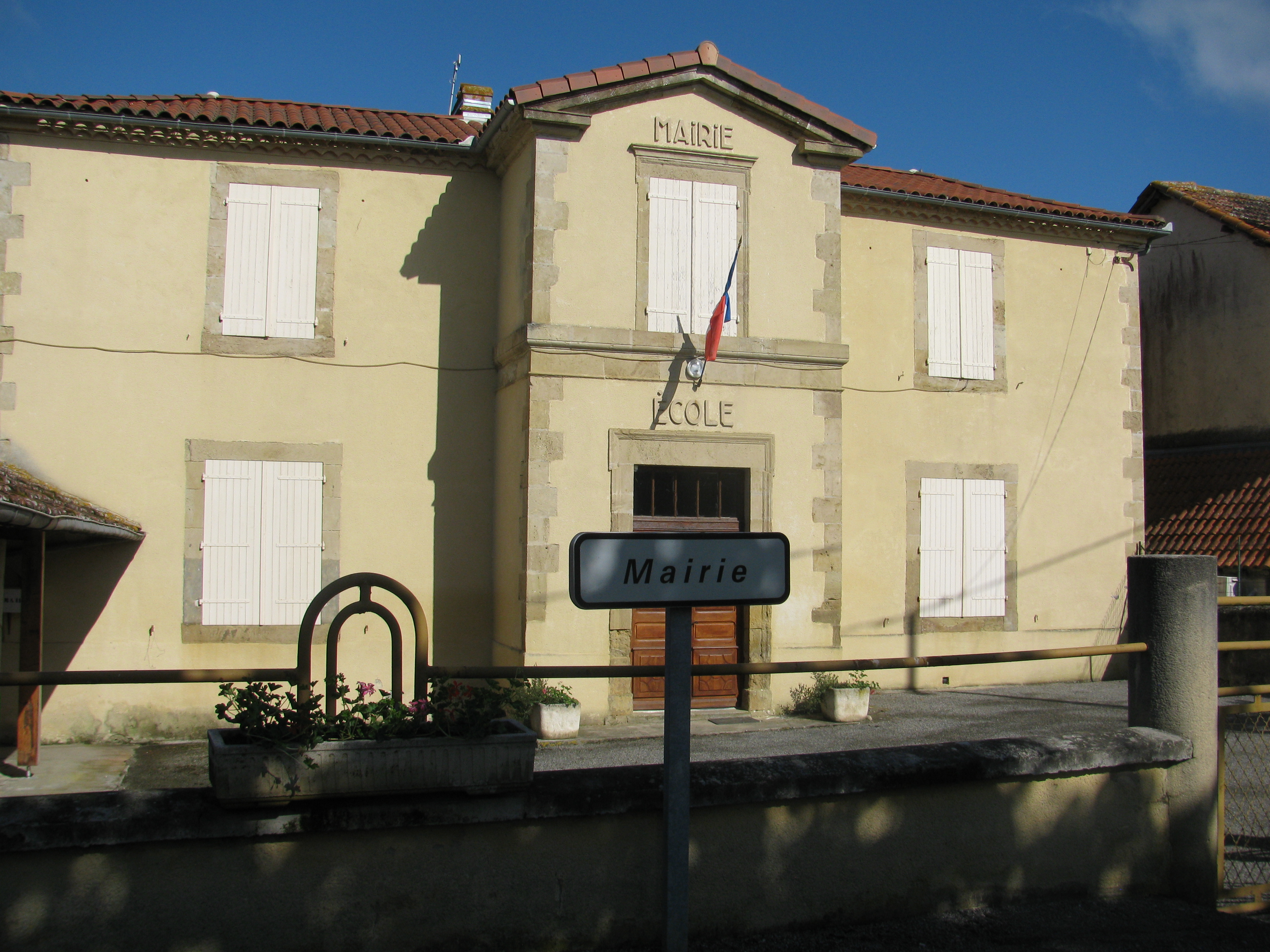
Ancienne Mairie de Couloumé-Mondebat

| Période       | Période       | Identité          | Étiquette | Qualité |
| ------------- | ------------- | ----------------- | --------- | ------- |
| mars 2001     | 2008          | Jean Lartigue     | DVD       |         |
| 2008          | 2014          | Jacqueline Bezian |           |         |
| mars 2014     | novembre 2016 | Françoise Pavan   | DVG       |         |
| novembre 2016 | novembre 2018 | Pierre Pillods    |           |         |
| novembre 2018 | En cours      | Pascal Fort       |           |         |

## Population et société

### Démographie
L'évolution du nombre d'habitants est connue à travers les recensements de la population effectués dans la commune depuis 1793. Pour les communes de moins de 10 000 habitants, une enquête de recensement portant sur toute la population est réalisée tous les cinq ans, les populations de référence des années intermédiaires étant quant à elles estimées par interpolation ou extrapolation. Pour la commune, le premier recensement exhaustif entrant dans le cadre du nouveau dispositif a été réalisé en 2007.

En 2022, la commune comptait 203 habitants, en évolution de +4,64 % par rapport à 2016 (Gers : +1,04 %, France hors Mayotte : +2,11 %).
| 1793 | 1800 | 1806 | 1821 | 1831 | 1841 | 1846 | 1851 | 1856 |
| ---- | ---- | ---- | ---- | ---- | ---- | ---- | ---- | ---- |
| 173  | 361  | 180  | 193  | 940  | 912  | 934  | 925  | 931  |

| 1861 | 1866 | 1872 | 1876 | 1881 | 1886 | 1891 | 1896 | 1901 |
| ---- | ---- | ---- | ---- | ---- | ---- | ---- | ---- | ---- |
| 839  | 822  | 825  | 810  | 795  | 765  | 658  | 638  | 637  |

| 1906 | 1911 | 1921 | 1926 | 1931 | 1936 | 1946 | 1954 | 1962 |
| ---- | ---- | ---- | ---- | ---- | ---- | ---- | ---- | ---- |
| 568  | 548  | 531  | 528  | 515  | 501  | 440  | 421  | 367  |

| 1968 | 1975 | 1982 | 1990 | 1999 | 2006 | 2007 | 2012 | 2017 |
| ---- | ---- | ---- | ---- | ---- | ---- | ---- | ---- | ---- |
| 331  | 271  | 263  | 232  | 243  | 213  | 209  | 198  | 194  |

| 2022 | - | - | - | - | - | - | - | - |
| ---- | - | - | - | - | - | - | - | - |
| 203  | - | - | - | - | - | - | - | - |

## Économie

### Revenus
En 2018  (données Insee publiées en septembre 2021), la commune compte 92 ménages fiscaux, regroupant 194 personnes. La médiane du revenu disponible par unité de consommation est de 17 590 € (20 820 € dans le département).

### Emploi
|                | 2008  | 2013  | 2018  |
| -------------- | ----- | ----- | ----- |
| Commune        | 6,7 % | 6,2 % | 17 %  |
| Département    | 6,1 % | 7,5 % | 8,2 % |
| France entière | 8,3 % | 10 %  | 10 %  |

En 2018, la population âgée de 15 à 64 ans s'élève à 107 personnes, parmi lesquelles on compte 67,9 % d'actifs (50,9 % ayant un emploi et 17 % de chômeurs) et 32,1 % d'inactifs,. En  2018, le taux de chômage communal (au sens du recensement) des 15-64 ans est supérieur à celui de la France et du département, alors qu'il était inférieur à celui de la France en 2008.
La commune est hors attraction des villes,. Elle compte 38 emplois en 2018, contre 39 en 2013 et 48 en 2008. Le nombre d'actifs ayant un emploi résidant dans la commune est de 59, soit un indicateur de concentration d'emploi de 65,6 % et un taux d'activité parmi les 15 ans ou plus de 42,7 %.
Sur ces 59 actifs de 15 ans ou plus ayant un emploi, 28 travaillent dans la commune, soit 48 % des habitants. Pour se rendre au travail, 75,9 % des habitants utilisent un véhicule personnel ou de fonction à quatre roues, 8,6 % s'y rendent en deux-roues, à vélo ou à pied et 15,5 % n'ont pas besoin de transport (travail au domicile).

### Activités hors agriculture
16 établissements sont implantés  à Couloumé-Mondebat au 31 décembre 2019.
Le secteur de la construction est prépondérant sur la commune puisqu'il représente 31,3 % du nombre total d'établissements de la commune (5 sur les 16 entreprises implantées  à Couloumé-Mondebat), contre 14,6 % au niveau départemental.

### Agriculture
La commune est dans la Rivière Basse, une petite région agricole occupant une partie ouest du département du Gers. En 2020, l'orientation technico-économique de l'agriculture  sur la commune est la polyculture et/ou le polyélevage.
|               | 1988  | 2000  | 2010  | 2020  |
| ------------- | ----- | ----- | ----- | ----- |
| Exploitations | 54    | 35    | 27    | 21    |
| SAU (ha)      | 1 711 | 1 515 | 1 431 | 1 288 |

Le nombre d'exploitations agricoles en activité et ayant leur siège dans la commune est passé de 54 lors du recensement agricole de 1988  à 35 en 2000 puis à 27 en 2010 et enfin à 21 en 2020, soit une baisse de 61 % en 32 ans. Le même mouvement est observé à l'échelle du département qui a perdu pendant cette période 51 % de ses exploitations,. La surface agricole utilisée sur la commune a également diminué, passant de 1 711 ha en 1988 à 1 288 ha en 2020. Parallèlement la surface agricole utilisée moyenne par exploitation a augmenté, passant de 32 à 61 ha.

## Culture locale et patrimoine

### Lieux et monuments
- Château de Couloumé, datant du XVIIIe siècle, depuis 1983 centre de vacances de la ville d'Istres[30],
- Église Saint Jean-Baptiste à Couloumé.
- Église Saint-Barthélémy à Mondebat.
- Chapelle Saint-Étienne de Bières.

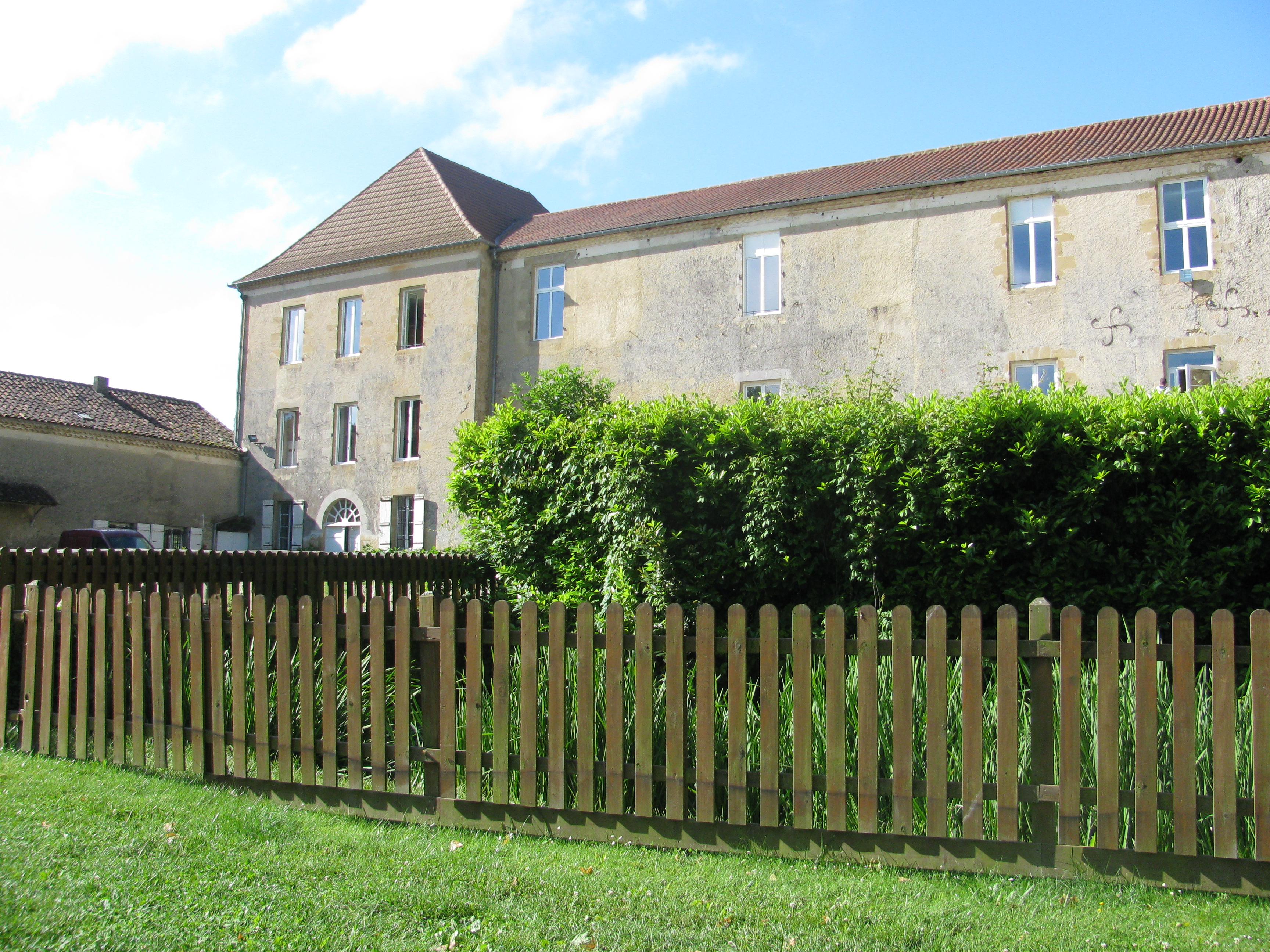
Chateau du Couloumé, centre de vacances de la ville d'Istres (Bouches-du-Rhône)
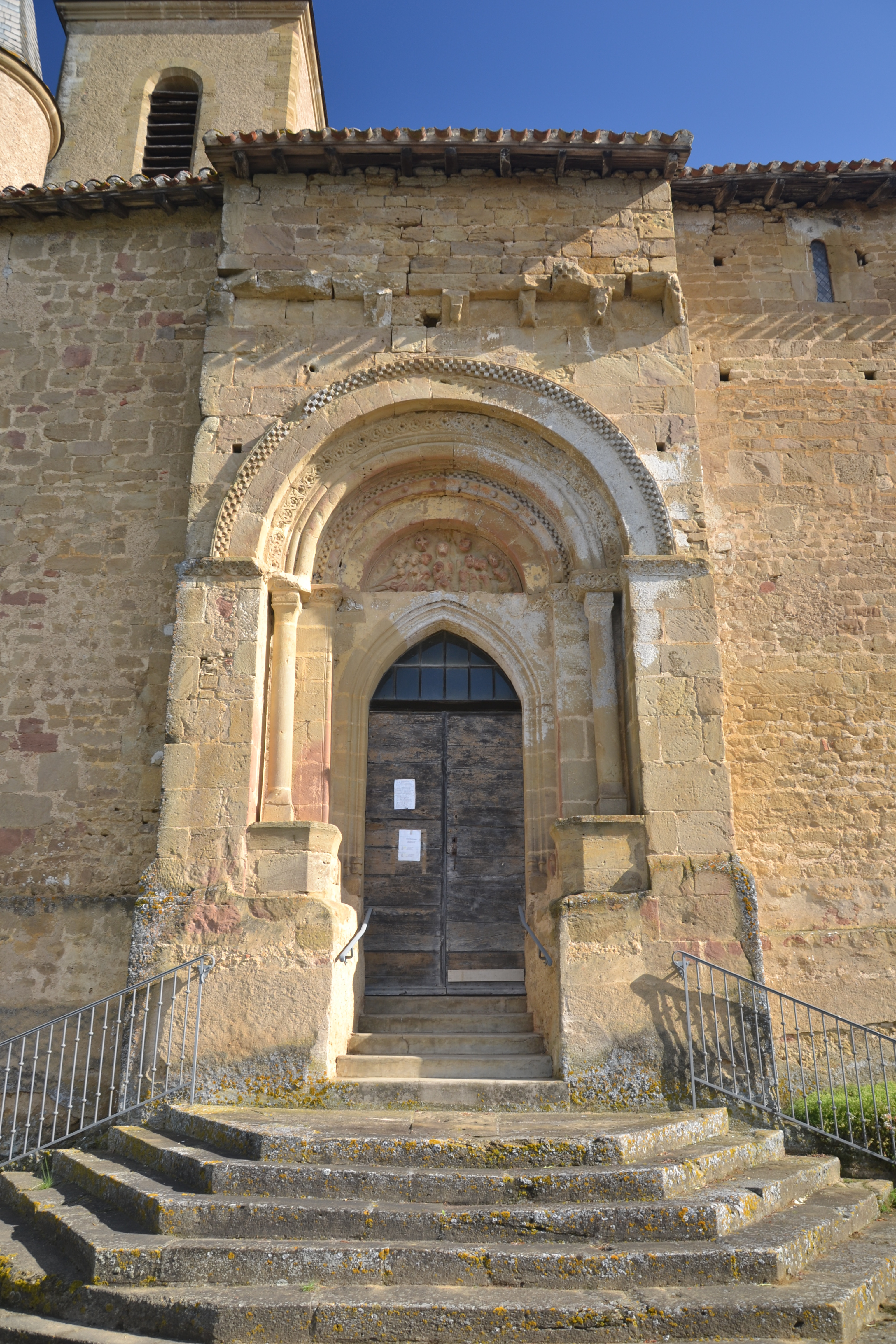
Portail de l'Église Saint-Barthélemy de Mondebat
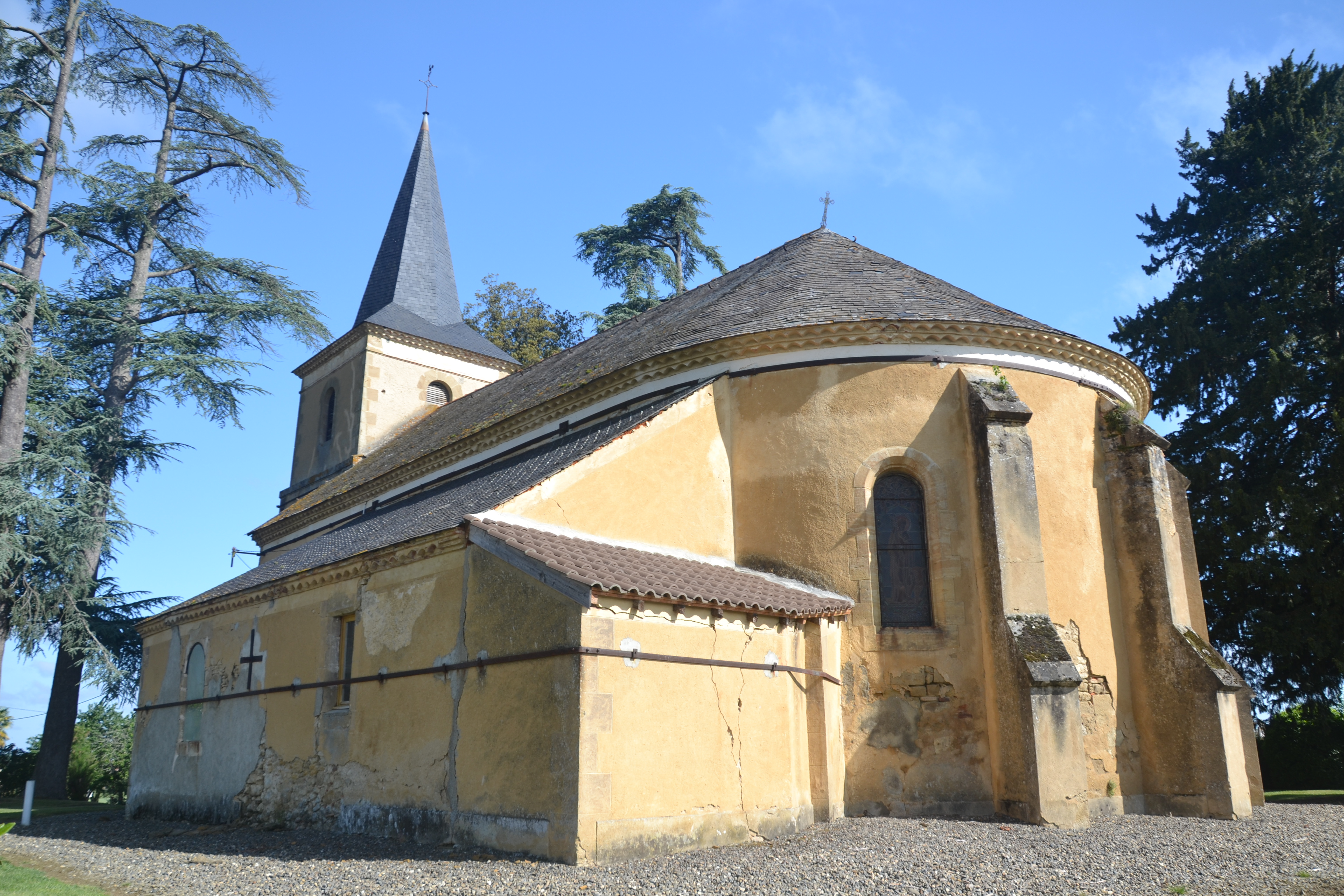
Église Saint-Jean-Baptiste de Couloumé
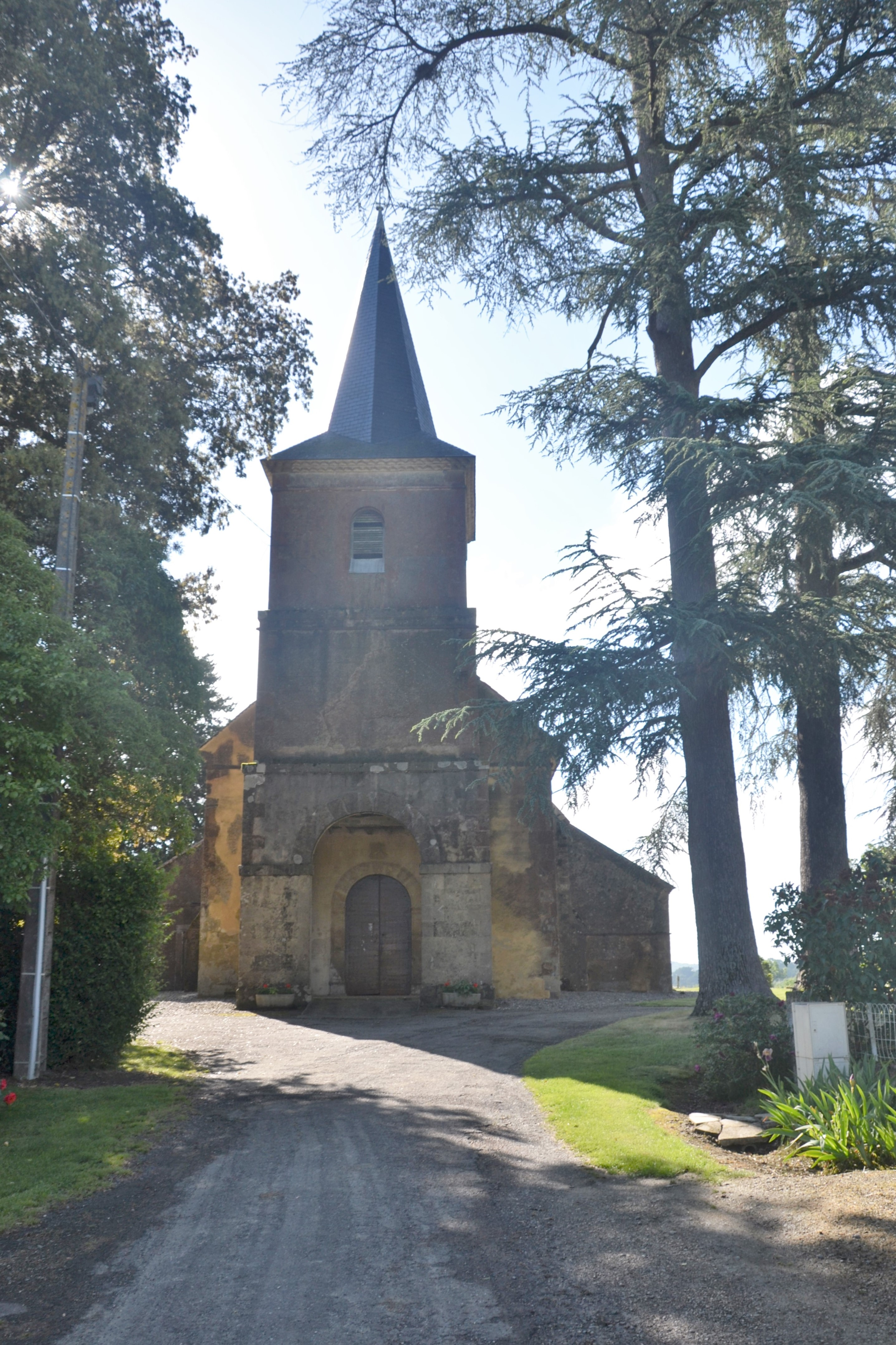
Église Saint-Jean-Baptiste de Couloumé
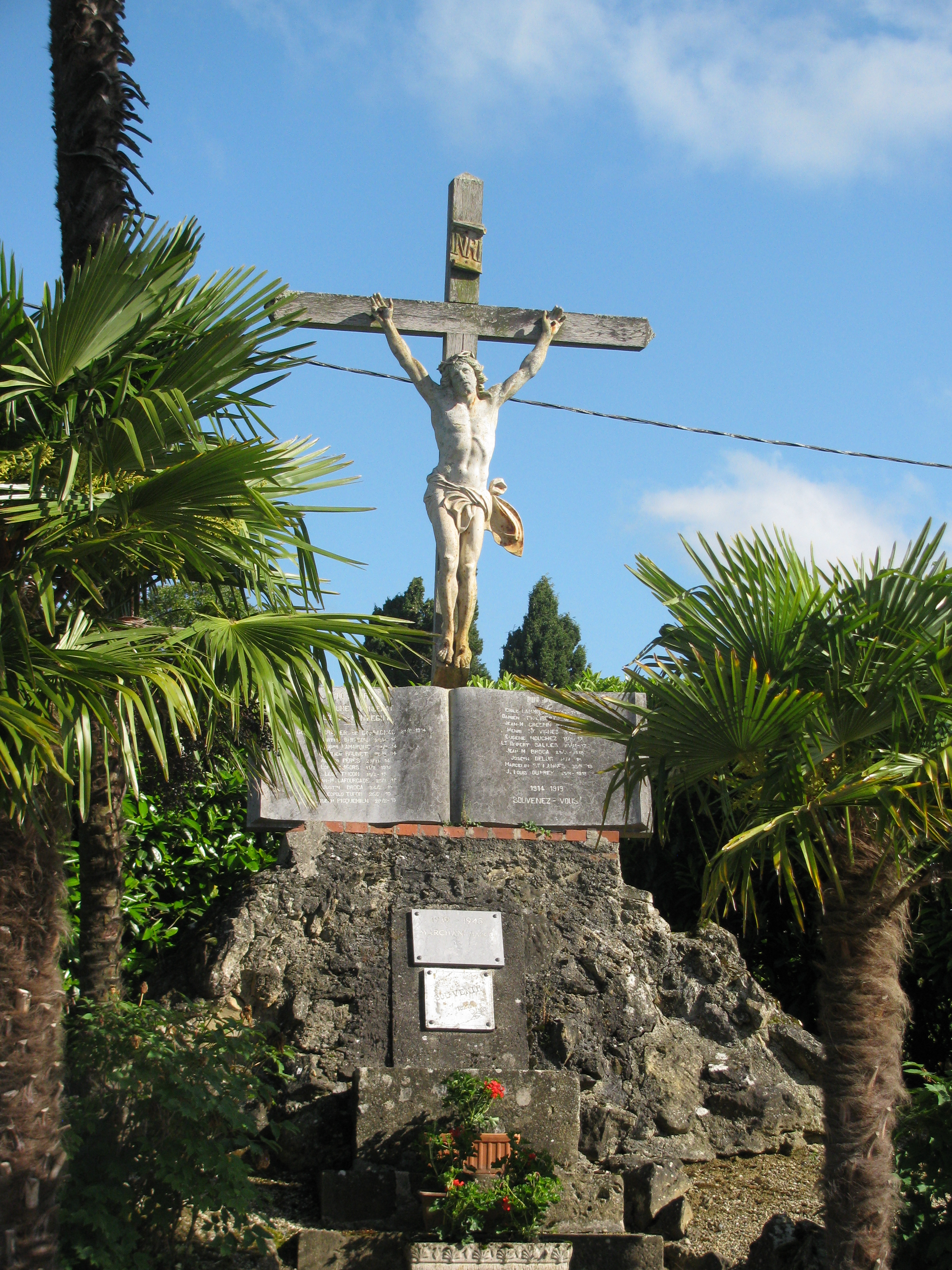
Couloumé - calvaire et monument aux morts
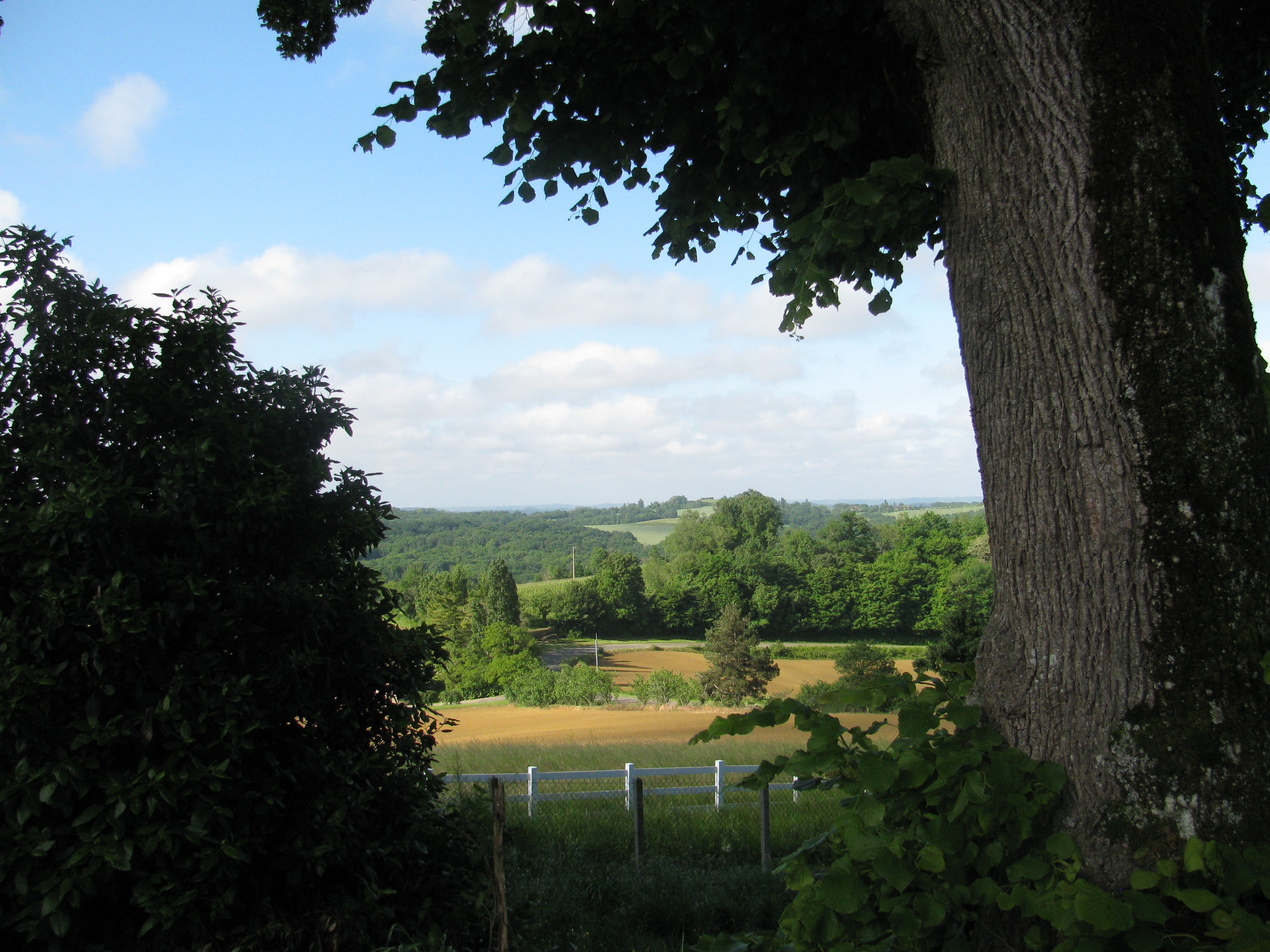
Collines du Gers
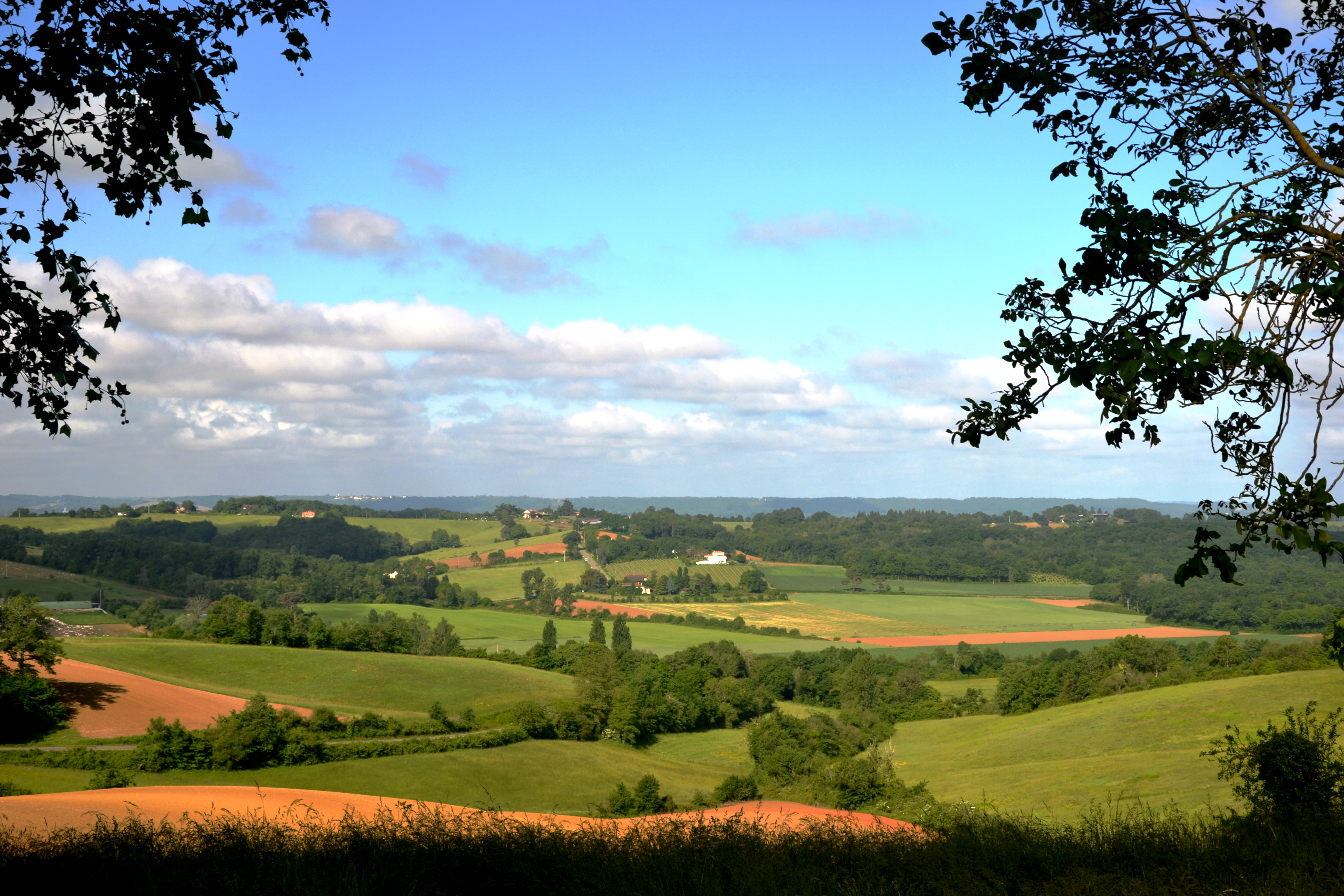
Vue du paysage agricole du Gers

### Personnalités liées à la commune
- Le député du Gers, historien, journaliste, familier de Napoléon III, Bernard-Adolphe de Cassagnac (1806-1880) y vécut de 1838 à sa mort.
- Paul de Cassagnac (1880-1966), journaliste, avocat, homme de lettres et homme politique.
- Marc Laffitte né le 26 mars 1920 à Couloumé-Mondebat. Joueur de rugby à XV. Finaliste du championnat de rugby à XV en 1951 avec Tarbes. Pilier (1,80 m, 95 kg).
- Jean Charles L'officier (1913-1974), fils de Pierre Marius L'officier et petit fils d'Alfred Sabail et de Louise Doat, Héritier des Lanafoërt-Doat, de Plaisance, Chef d'entreprise, Président du Bon Marché à Paris, puis Vice-Président des Ciments Lafarge, Cadet de Saumur, Officier de la Légion d'honneur. Il a construit dans les années 60, la propriété « la Bergerie », et fit installer l’électricité au Couloumé-Mondebat.

### Héraldique
| Blason de Couloumé-Mondebat | Blason  | Tiercé en pairle renversé : au 1er de sinople à une grappe de raisin tigée et feuillée d'or, au 2e d'argent à un lion de gueules, au 3e d'or à trois fasces ondées d'azur.                                                                    |
| Blason de Couloumé-Mondebat | Détails | La grappe de raisin est pour la viticulture, sur un fond vert représentant l'agriculture. Le deuxième est aux armes du comté d'Armagnac. Enfin, les ondes représentent les nombreux cours d'eau qui arrosent la commune. Utilisé depuis 2018. |